# Arichanna leucorhabdos
Arichanna leucorhabdos là một loài bướm đêm trong họ Geometridae.